# Portsmouth (Ohio)
Pour les articles homonymes, voir Portsmouth (homonymie).
Portsmouth est une ville de l'État de l'Ohio, aux États-Unis.
Elle est le siège du comté de Scioto.

## Géographie
Selon les données du Bureau du recensement des États-Unis, Portsmouth a une superficie de 28,6 km² (soit 11,1 mi²) dont 27,9 km² (soit 10,8 m²) en surfaces terrestres et 0,7 km² (soit 0,3 mi²) en surfaces aquatiques.

## Démographie
Portsmouth était peuplée, lors du recensement de 2000, de 20 909 habitants.